# Eaton megye
Eaton megye az Amerikai Egyesült Államokban, azon belül Michigan államban található. Megyeszékhelye és legnagyobb városa Charlotte. Lakosainak száma 109 175 fő (2020. április 1.). Eaton megye Clinton, Calhoun, Ingham, Jackson, Ionia és Barry megyékkel határos.

## Népesség
A megye népességének változása:
| Lakosok száma | 107 847 | 107 952 | 108 022 | 108 348 | 108 801 | 109 175 |
|               | 2010    | 2011    | 2012    | 2013    | 2015    | 2020    |